# Capelle aan den IJssel
Capelle aan den IJssel é um município dos Países Baixos, situado na província da Holanda do Sul. Tem 15,40 km² de área e sua população em 2020 foi estimada em 67.142 habitantes.